# Gino Vinicio Gentili
Gino Vinicio Gentili (Osimo, 27 settembre 1914 – Bologna, 29 luglio 2006) è stato un archeologo italiano.

## Biografia
Cittadino Onorario di Piazza Armerina e di Verucchio si sposò con la professoressa Anna Vici da cui ebbe i figli Lucio, Marco, Maria Cristina, Massimo, Enrico e Giorgio. Conseguì la laurea in lettere all'Università degli studi di Roma "La Sapienza" e il diploma in archeologia alla Scuola Nazionale d'archeologia di Roma. Libero docente in archeologia e storia dell'arte greca e romana prima presso l'Università degli Studi di Catania ed in seguito presso l'Università di Bologna, ove venne inoltre incaricato d'etruscologia ed antichità italiche.
Durante la seconda guerra mondiale fu sergente, cavaliere nel glorioso "3° Savoia Cavalleria". Nel 1945 fu eletto sindaco di Osimo (AN), primo nel dopo guerra, segnalato dal Comitato di Liberazione delle Marche e indicato unanimemente da tutte le forze politiche. Fu anche funzionario direttivo nell'Amministrazione delle Antichità e Belle Arti del Ministero della Pubblica Istruzione ed Ispettore e Direttore nella Soprintendenza della Sicilia orientale dal 1946 al 1963, quando divenne Soprintendente alle antichità dell'Emilia-Romagna.
Nel 1973 è stato insignito della medaglia d'oro di civica benemerenza dall'amministrazione comunale di Osimo "per aver reso onore alla propria città con la chiarissima fama conquistata nel campo dell'archeologia, e in modo particolare, per il prezioso ed insostituibile contributo fornito, con lo studio e le pubblicazioni, alla conoscenza delle vestigia passate di Osimo, di cui è stato anche sindaco". Nel 1979 si mise a riposo per raggiunti limiti di età con la qualifica di Soprintendente Dirigente Superiore, continuando con passione il suo lavoro di ricerca e di studio.

## Principali opere e ricerche

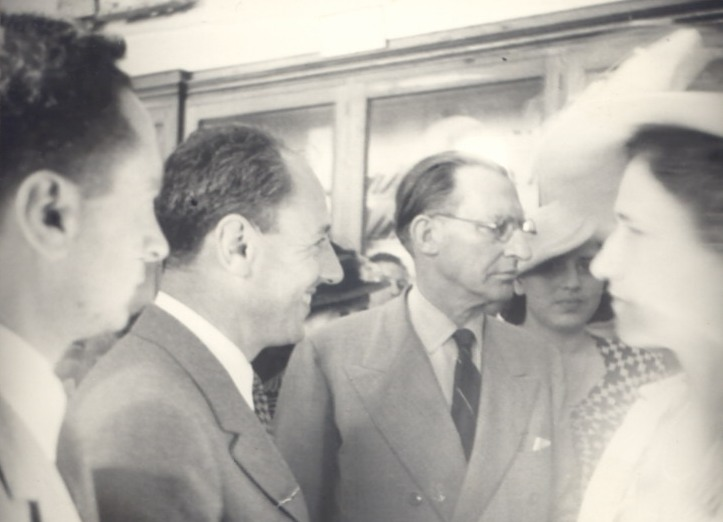
1948 - Da sinistra: Gino Vinicio Gentili, Luigi Bernabò Brea, Alcide De Gasperi e consorte.
Visita di Alcide De Gasperi al Museo Archeologico di Siracusa.

1952 - Da sinistra: il Sindaco di Piazza Armerina, Re Gustavo VI Adolfo di Svezia, Gino Vinicio Gentili, Axel Boëthius, alle spalle Cav. Vittorio Veneziano.
Gentili illustra i ritrovamenti della Villa del Casale.

Tra le varie esplorazioni e ricerche archeologiche condotte e illustrate nelle numerose pubblicazioni promulgate (oltre cento), vanno particolarmente segnalate:
- lo scavo della Villa tardo romana di Piazza Armerina, Villa romana del Casale, che dal 1997 è divenuta parte dei Patrimoni dell'umanità dell'UNESCO ed è visitata da quasi cinquecentomila visitatori l'anno;
- l'individuazione del grande tempio ionico di Siracusa;
- le ricerche nell'anfiteatro romano di Siracusa;
- la scoperta di una piccola basilica bizantina a Santa Croce Camerina;
- nel siracusano le esplorazioni di monumenti funerari arcaici ed il recupero della grande statua della "Madre" Kourotrophos a Megara Hyblaea presso Augusta (Italia);
- nel catanese l'individuazione presso Mineo di Palikè, centro siculo di Ducezio;
- nel messinese l'inizio degli scavi a Naxos prima colonia greca in Sicilia;
- la scoperta di una villa romana del primo impero a San Biagio di Castroreale Bagni;
- le ricerche nella città etrusca di Marzabotto;
- nel Ferrarese l'individuazione dell'abitato etrusco di Spina, nella ex-valle Lepri presso il cippo Folegatti;
- a Faenza, a Sarsina e a Rimini la scoperta di mosaici romani di alto interesse e nel Ravennate di resti di basiliche bizantine;
- a Verucchio (RN), la conduzione d'una serie di scavi protostorici recuperando corredi della cultura villanoviana (VIII-VII secolo a.C.) ed oggetti della successiva facis-sabellica di V-IV secolo a.C. Tra i numerosi ritrovamenti portò alla luce un reperto eccezionalmente ben conservato, il "Trono", con scene figurate attinenti alla lavorazione della lana, assieme ad altri pregevoli manufatti in legno finemente intagliati che sono oggetto di grande ammirazione presso il Museo Civico Archeologico di Bologna;
- nell'ottobre del 2000, grazie al calco in gesso procuratosi nel 1935, l'attribuzione della testa originale di marmo pario, sine dubio, al cd. Apollino "Milani" del Museo Archeologico di Firenze (cfr. Catalogo della mostra "Kuroi milani - Ritorno ad Osimo", Edizioni De Luca, Roma, novembre 2000, pp. 63–64). Scoperta che la stampa internazionale ha definito "sensazionale";
- nell'anno 2001 la pubblicazione del volume "Il Duomo di Osimo", ampia e esaustiva monografia sul singolare monumento sacro osimano;
- la pubblicazione nel 2003 di due ricchi volumi su "Verucchio", della collana Monumenti Antichi a cura della Accademia Nazionale dei Lincei;
- la pubblicazione di due volumi di Archeologia su Osimo: "Auximum" ed "Osimo nell'antichità", "La villa romana di Piazza Armerina Palazzo Erculio", di una raccolta di versi intitolata "Astéres" (stelle), di una raccolta di composizioni in dialetto osimano "Intorno a l'arola" e di un volumetto di poesie dal titolo "Polittico".